# Attidops youngi
Attidops youngi är en spindelart som först beskrevs av George William Peckham och Elizabeth Maria Gifford Peckham 1888.  Attidops youngi ingår i släktet Attidops och familjen hoppspindlar. Inga underarter finns listade.